# Лемма Лебега
Ле́мма Лебе́га — даёт полезное свойство открытых покрытий компактных метрических пространств.
Названа в честь французского математика Анри Лебега.

## Формулировка
Для любого открытого покрытия {\displaystyle P} компактного метрического пространства {\displaystyle X} существует число {\displaystyle \lambda >0} такое, что любое подмножество диаметра {\displaystyle <\lambda } в {\displaystyle X}  содержится хотя бы в одном элементе покрытия {\displaystyle P}.

### Замечания
- Число {\displaystyle \lambda } называется числом Лебега покрытия {\displaystyle P}.
- Для некомпактных метрических пространств это утверждение неверно, возможно даже построить двухэлементное покрытие вещественной прямой, для которого нет ни одного числа Лебега.